# جون شرايبر
جون شرايبر (بالإنجليزية: John Schreiber) هو لاعب كرة قاعدة أمريكي، ولد في 5 مارس 1994 في وايندوت في الولايات المتحدة.